# Bar Marsella

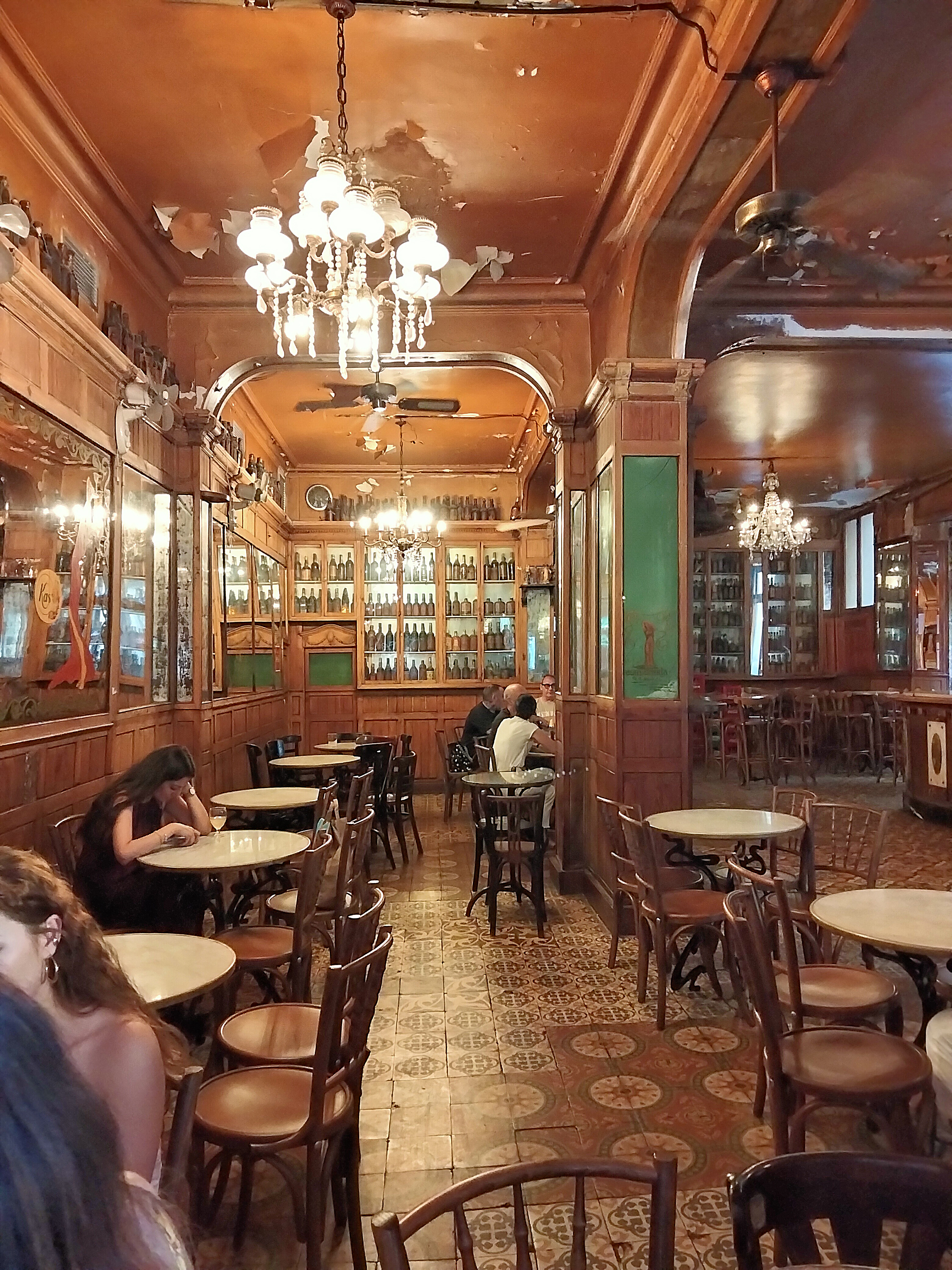
Bar Marsella

El bar Marsella es un histórico establecimiento hostelero de Barcelona situado en el barrio de El Raval, en el cruce de las calles Sant Ramon y Sant Pau. Inaugurado en 1820, es el bar más antiguo de dicha ciudad española.
El local todavía posee su decoración del siglo XIX, como las lámparas colgantes, los espejos gastados, el mosaico del suelo y el mármol de las mesas, así como carteles originales que siguen expuestos en el salón. Junto a la decoración original perviven también carteles de «prohibido cantar» y «prohibido estacionarse en las mesas», colgados durante el período franquista para evitar las reuniones clandestinas. Este ambiente pintoresco hace que sea uno de los puntos de interés de los turistas que visitan Barcelona.

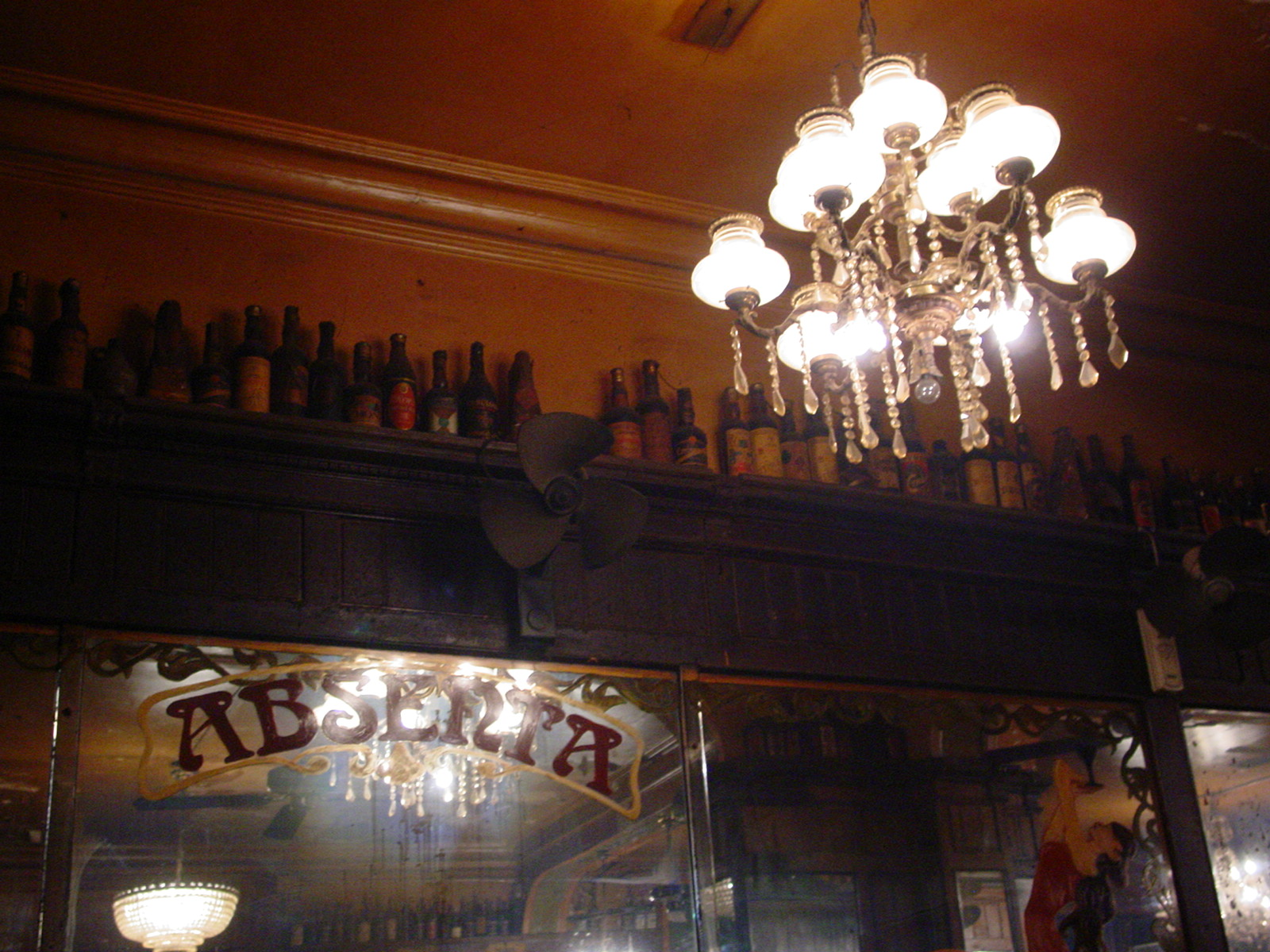
Interior del local, con un letrero al fondo anunciando su especialidad: la absenta.

La especialidad del local desde hace más de cien años es el licor de absenta, bebida de alta graduación ligada a la bohemia francesa. En el bar Marsella se utiliza absenta catalana preparada especialmente para el bar, la cual posee tonos amarillentos y contiene regaliz. Es servida al modo tradicional, junto con un pequeño tenedor, dos terrones de azúcar y una botella de agua: se coloca el tenedor sobre la copa para apoyar ahí el terrón de azúcar, y se deja caer el agua gota a gota sobre el azúcar para que caiga a su vez poco a poco sobre la absenta.
El local es reconocido históricamente por haber sido punto de encuentro de intelectuales, artistas, obreros y sindicalistas. Entre las personalidades nombradas como visitantes asiduos del bar en el pasado se encuentran los pintores Picasso y Dalí, así como el escritor estadounidense Ernest Hemingway.
El bar Marsella adquirió renovada notoriedad en 2023 tras rodarse en su interior parte del videoclip «Vampiros» de Rosalía y Rauw Alejandro, perteneciente a su EP conjunto RR, y en el que aparecen ambos cantantes caracterizados como vampiros pidiendo absenta.